# Melissa Fahn
Melissa Fahn (New York, 28 aprile 1967) è una doppiatrice, attrice teatrale e cantante statunitense per anime e serie animate.
Sorella dei doppiatori Tom e Jonathan Fahn e del trombonista jazz Michael Fahn, ha lavorato anche in teatro a Broadway e Los Angeles.

## Biografia
Cresciuta nella California del sud, Melissa ebbe la possibilità di avere delle esperienze lavorative sin da giovane, insieme ai suoi tre fratelli maggiori, grazie al fatto che il padre lavorasse nell'ambiente della produzione televisiva. Iniziò a cantare e danzare all'età di tre anni, debuttando in un musical teatrale a 12 anni e seguendo lezioni private di recitazione, danza e canto.
Dopo aver iniziato a studiare danza al Cal State Long Beach, Melissa ha abbandonato gli studi per dedicarsi a tempo pieno al teatro. Lavorando come receptionist, inoltre, la sua voce è stata notata dal direttore del casting di una nuova pellicola su Betty Boop, che la scelse per dare la voce alla protagonista. Da allora, la doppiatrice ha prestato la propria voce a diversi personaggi di serie animate, anime e videogiochi, tra cui Gaz di Invader Zim, Edward Wong Hau Pepelu Tirvrusky IV di Cowboy Bebop, Haruka Kaminogi di Noein e Rika di Digimon Tamers.
Per quanto riguarda il teatro, ha recitato a Broadway, Los Angeles, Philadelphia, Denver, Parigi ed Avignone, interpretando ruoli in spettacoli quali 3hree di Harold Prince, Gilligan's Island the Musical, Cantando sotto la pioggia, No, No, Nanette e l'opera rock Vox Lumiere. È stata nominata per il premio Denver Critics Circle come "Miglior Attrice di Musical" per la sua interpretazione di Maria in West Side Story, in seguito al quale fu invitata da Stephen Schwartz a partecipare al gruppo di lavoro del suo nuovo musical, Wicked. Dopo una produzione di prova a San Francisco, iniziò ad esibirsi otto sere la settimana nel complesso di Broadway, recitando al contempo nel ruolo della sostituta Glinda e nel ruolo centrale di Dorothy. A novembre del 2006 ha debuttato come produttrice per la Musical Theatre Guild, in It's a Bird... It's a Plane... It's Superman!, a seguito del quale ha interpretato il ruolo di Daisy Mae nella produzione losangelina della Musical Theatre Guild Li'l Abner. Ha poi interpretato Hope Harcourt in Anything Goes, prodotto dalla Musical Theatre West, ed attualmente ha ripreso il proprio ruolo della cantante solista e della sostituta Glinda nella produzione losangelina di Wicked. Nel 2007 ha interpretato la versione giovane di Ezmerelda, personaggio molto simile a Glinda, nella soap opera Passions, parodia di Wicked.
Nel 2000, Melissa ha conosciuto sul set di Vox Lumier, a Los Angeles, il musicista Joel Alpers. I due si sono sposati nel 2002 a Kauai, Hawaii, tuttavia l'attrice continua ad utilizzare professionalmente il proprio cognome di nascita.
Nel 2007, Melissa ha concluso le registrazioni del suo primo album studio, di genere R&B, intitolato Avignon e prodotto dal marito Joel Alpers. L'album è disponibile sul sito web ufficiale dell'attrice.

## Discografia
- Avignon - A&M, 2007

## Filmografia

### Anime
- Oh, mia dea! The Movie - Sora Hasegawa
- Blue Dragon - Bouquet
- Cowboy Bebop - Edward (Ed)
- Digimon Tamers - Rika Nonaka
- Digimon Frontier - Narratrice
- Digimon Savers - Kristy Damon
- The Super Dimension Fortress Macross II: Lovers, Again - Amy
- El Hazard - Alielle
- El Hazard 2 - Alielle
- El Hazard: Alternative World - Alielle
- El Hazard: Wanderers - Alielle
- Eureka Seven - Ray Beams
- FLCL - Ninamori Eri
- Fushigi yûgi - Nyan Nyan
- Ghost in the Shell: Stand Alone Complex - Tachikoma
- Guyver (OVA) - Mizuki Segawa
- Idol Project - Corvette Hyers
- Jungle De Ikou - Natsumi/Mei
- Kannazuki no Miko - Sorella Miyako
- Karas - Chizuru
- Kikaider - Etsuko
- Love Hina Again - Kanako Urashima
- Mahoromatic: Automatic Maiden - Chizuko
- Mahoromatic: Something more Beautiful - Chizuko (episodi 5-11)
- Mega Man Star Force - Luna Platz
- Mezzo Forte - Mikura Suzuki
- Naruto - Donna, episodio 101 (non accreditata)
- Nightwalker- Asami
- Noein - Haruka Kaminogi
- Please Teacher! - Kaede Misumi
- Rurouni Kenshin - Seta Sojiro
- Sakura Wars - Il film - Orihime Soletta
- Samurai Champloo - Budoukiba
- Zatch Bell! - Tia

### Serie animate
- Betty Boop's Hollywood Mystery - Betty Boop
- Invader Zim - Gaz
- Hello Kitty's Paradise - Kitty
- The Ren and Stimpy Show - Fan (episodio Fan Club)

### Cinema
- Fast Food (cortometraggio) - Cookie
- Salsa - Ballerina

### Televisione
- Passions - Ezmerelda da giovane

### Teatro
- Wicked (nel cast originale di Broadway) - Sostituta Glinda, solista del complesso, Dorothy (Broadway e Los Angeles)
- Vox Lumiere - Solista dei Coloratura, Christine (in Il fantasma dell'opera), la diva buona (in The Hunchback of Notre Dame)
- Anything Goes - Hope Harcourt
- The Roar of the Greasepaint, The Smell of the Crowd - Monella
- Li'l Abner - Daisy Mae
- No, No, Nanette - Flora
- Grease - Marty
- Redhead - Tillie
- I ragazzi irresistibili - L'infermiera
- West Side Story - Maria (Nominata al Denver Critics Circle come "Miglior Attrice di Musical")
- Cantando sotto la pioggia - Kathy Selden (Arvada Center), Lina Lamont (Cabrillo Theatre, nominata all'Ovation Award come "Miglior Attrice di Supporto in un Musical")

### Videogiochi
- Demaintoid in Steven Universe: Unleash the light
- Blue Dragon - Sura-Sura, Kacura, bambina del villaggio Noluta, bambina del villaggio Lago
- Digimon Rumble Arena - Rika Nonaka
- God Hand - Conchita
- Nicktoons: Globs of Doom - Gaz
- Phantasy Star 0 - Sarisa
- Sakura Wars: So Long, My Love - Rosarita Aries/Rikaritta Aries
- Shin Megami Tensei: Persona 4 - Yumi Ozawa
- Star Ocean: First Departure - Welch Vineyard
- Star Ocean: Second Evolution - Welch Vineyard
- Tales of the Abyss - Anise Tatlin
- Tales of Legendia - Fenimore
- Wild Arms 4 - Asia, Fiore, Principessa di Gob
- Zatch Bell! Mamodo Battles - Tia
- Zatch Bell!: Mamodo fury - Tia
- Honkai: Star Rail - Silver Wolf